# Mookerplas

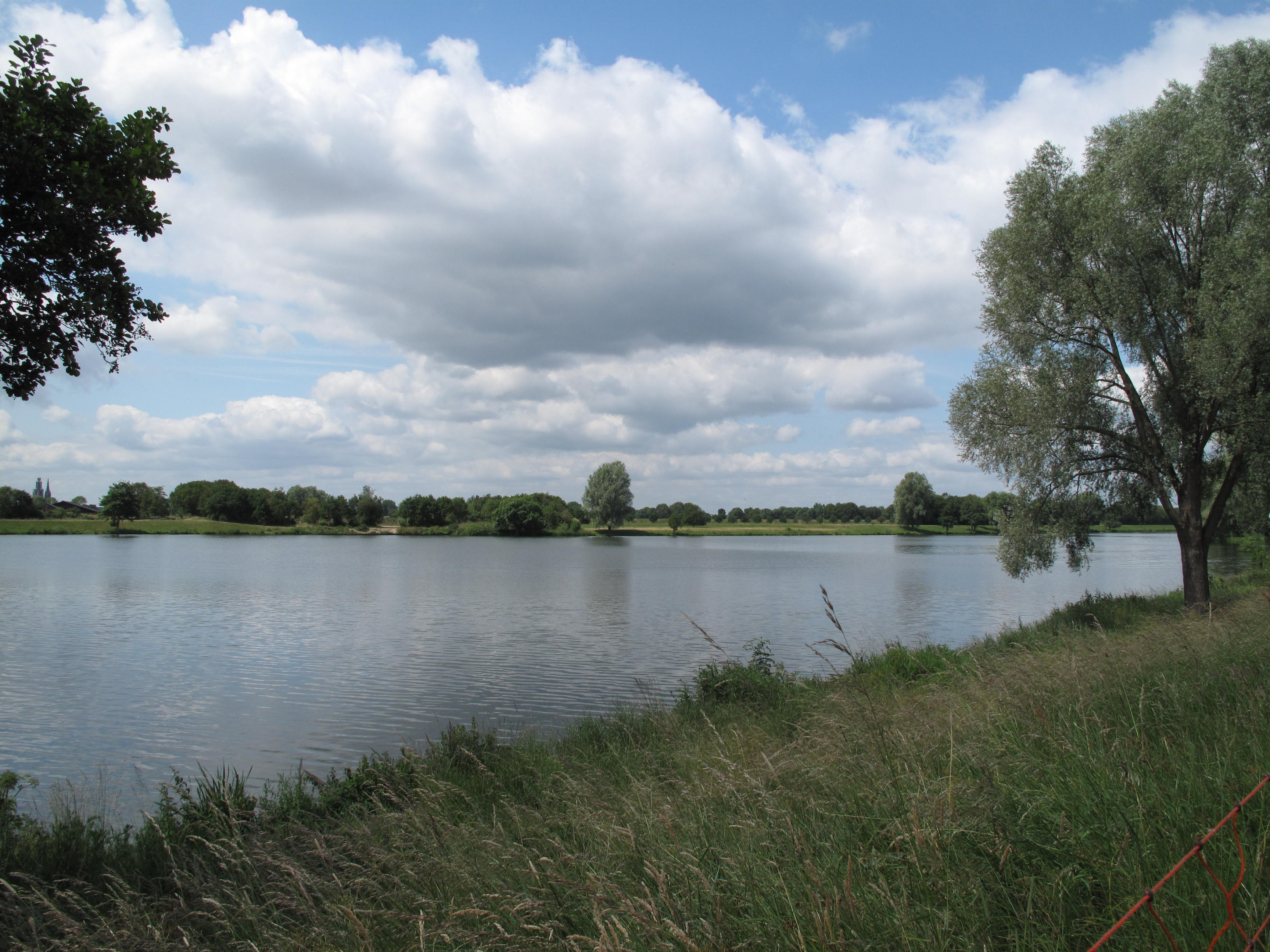
Mookerplas

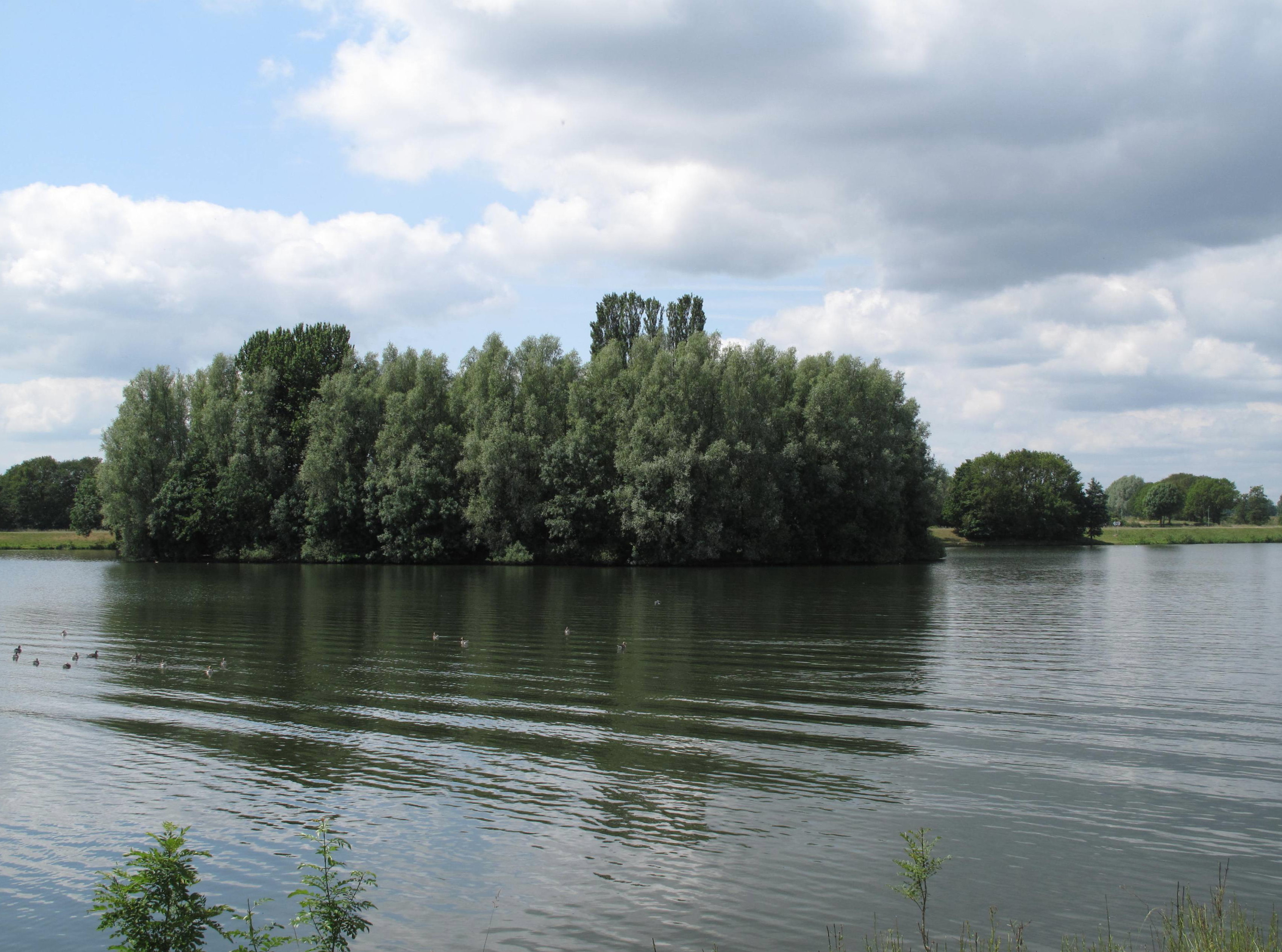
Mookerplas

De Mookerplas is een recreatiegebied in de Nederlands-Limburgse gemeente Mook en Middelaar.
Het gebied is 100 hectare groot en ligt ten oosten van de rivier de Maas, waarmee het via een keersluis verbonden is, en net bovenstrooms de splitsing tussen de Maas en het Maas-Waalkanaal. De Mookerplas bestaat hoofdzakelijk uit water en is onderverdeeld in twee delen. Tussen Mook en Plasmolen is de Mookerplas smal en langgerekt. Dit gedeelte wordt ook het Mooks kanaal genoemd. De Schaapswei is een strandje in dit gedeelte en er ligt ook een eilandje in. Het gedeelte vanaf de brug bij Plasmolen, ingeklemd tussen Middelaar en de grens met de gemeente Gennep, wordt Groote Siep of De Grote Siep genoemd en is een recreatieplas. Daar is een groot zandstrand (het dagstrand) met een grote ligweide en bevindt zich ook een kleiner surfstrandje en een weide waar ook kleine boten kunnen aanmeren.
De Mookerplas is ontstaan uit zand- en grindwinning die van de jaren 50 tot in de jaren 90 actief was. In 1977 kwam het gebied in bezit van Recreatieschap Nijmegen en Omstreken (RNO) dat in 2002 opging in RGV wat sinds 2015 Leisurelands heet. Het kanaal en ongeveer de helft van de Siep zijn voor recreatieboten toegankelijk en bij Mook en Plasmolen zijn ook jachthavens en campings. Daarnaast maakt een zestal scoutingverenigingen gebruik van de Mookerplas als thuishaven. Het zwemoppervlak bedraagt 17,1 hectare en het strand en de weides 3,7 hectare. De keersluis bij Mook staat standaard open en gaat alleen dicht bij een waterpeil van boven de 8 meter NAP.
Aan de Mookerplas (ligweide Groote Siep) wordt jaarlijks de Milsbeekse keramiekmanifestatie Keramisto gehouden.